# Ciąg pieszo-rowerowy

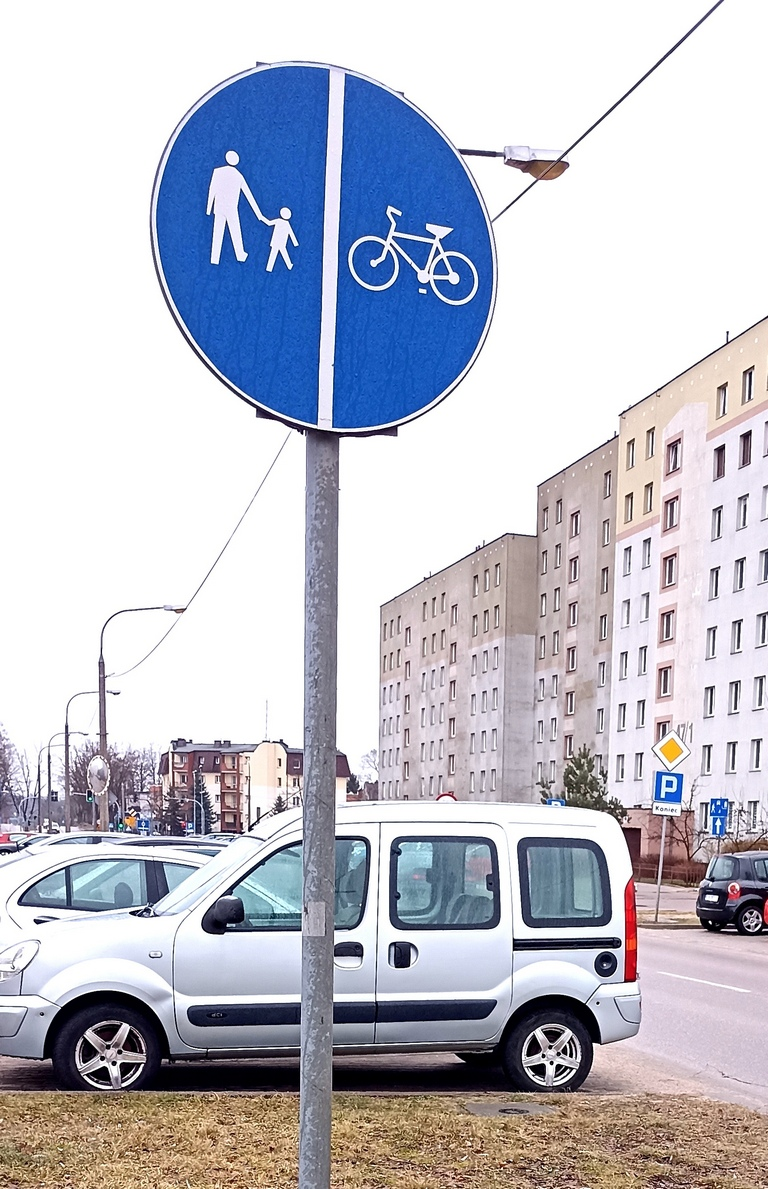
Znak C13-16 z podziałem pionowym (1)

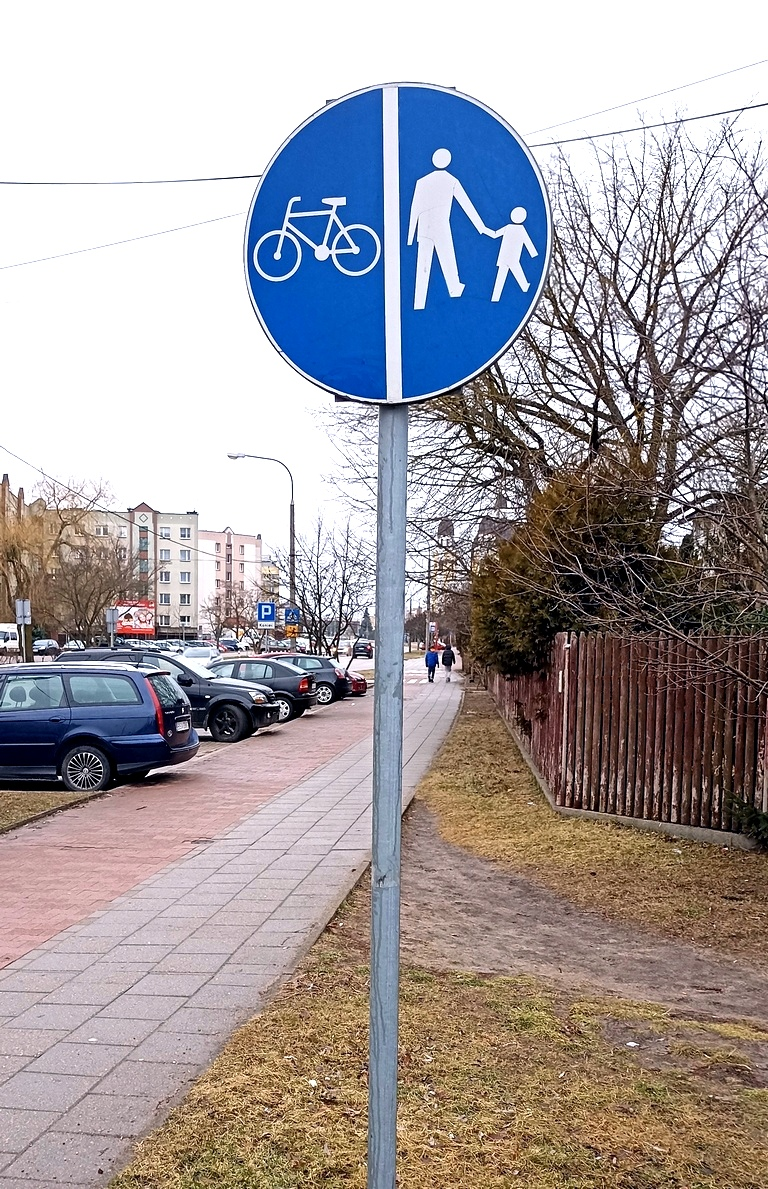
Znak C13-16 z podziałem pionowym (2)

Ciąg pieszo-rowerowy – określenie stosowane w dokumentacji technicznej budownictwa drogowego, rodzaj infrastruktury rowerowej użytkowanej przez pieszych i rowerzystów (ścieżka pieszo-rowerowa), gdzie stosuje się segregację ruchu uczestników na osobnych szlakach. Jest to część ulicy (drogi), składająca się z chodnika i ścieżki rowerowej położonych obok siebie w pasie drogi (ulicy) lub poza nim.
Ciągi pieszo-rowerowe lokalizowane są wówczas, gdy istnieje natężony ruch pieszych i rowerzystów, a warunki przestrzenne uniemożliwiają wybudowanie wydzielonej drogi dla rowerów. Chodnik nie jest oddzielony od ścieżki rowerowej urządzeniami bezpieczeństwa ruchu drogowego jak barierki, balustrady, czy pas zieleni, jak to ma miejsce w przypadku drogi dla rowerów. Zróżnicowanie chodnika od ścieżki rowerowej uzyskuje się poprzez zastosowanie różnych nawierzchni (inny rodzaj, inny kolor) oraz dodanie elementów oddzielających (płyty, chodnikowe, betonowa kostka, krawężnik).
Podobnym rodzajem ścieżki pieszo-rowerowej i często mylonym z ciągiem pieszo-rowerowym jest droga pieszo-rowerowa, na której w przeciwieństwie do ciągu pieszo-rowerowego na całej jej szerokości nie prowadzi się segregacji ruchu i jest oznakowana znakiem nakazu C13-16 z podziałem poziomym. Obydwa te rodzaje szlaków komunikacyjnych podlegają regulacji ustawy Prawo o ruchu drogowym, jako droga dla rowerów i pieszych.
Segregacja ruchu uczestników na ciągu pieszo-rowerowym polega na tym, iż piesi poruszają się po chodniku, a rowerzyści – po znajdującej się równolegle ścieżce rowerowej. Każda z dwóch wersji znaku nakazu C13-16 z podziałem pionowym (rower po lewej stronie tablicy - piesi po prawej, lub odwrotnie) oznacza ciąg pieszo-rowerowy i wskazuje, po której stronie chodnika może się przemieszczać rowerzysta na swojej ścieżce. Jadący rowerami z kierunków przeciwnych, przestrzegają na swojej połowie ścieżki podstawowych zasad ruchu prawostronnego.